# 王榮商
王榮商（1853年—1921年），字友萊、浙江省鎮海縣靈巖鄉第三洋村人，清朝政治人物。進士出身。

## 生平
光緒八年，鄉試中舉；光緒十二年（1886年），登進士。同年五月，改翰林院庶吉士。光緒十五年四月，散館，授翰林院編修、國史館協修官。光緒十七年，任順天鄉試同考官。后升任翰林院侍講，署日講起居注官。光緒二十八年，任翰林院侍讀。光緒二十九年，任四川鄉試正考官。
民國八年（1919年），參修《鎮海縣誌》。民國十年（1921年）卒。

## 著作
有《容膝軒文稿》八卷，《蛟川耆舊詩補》十二卷。